# 陳甲 (萬曆進士)
陳甲（？—？），字九先，浙江嘉兴府嘉善县民籍直隶松江府华亭县人。

## 生平
陈甲为南京国子监学生，万历三十四年（1606年）丙午科应天乡试举人，四十一年（1613年）癸丑科進士，授福建侯官知县，改开封府教授，升潮州府推官，终南京礼部郎中。

## 家族
祖父陳志元，字三卿，华亭县学北监学生，嘉靖二十八年己酉科舉人，官郯城县知县。